# Nexus 4
El Nexus 4 es un teléfono inteligente de gama alta desarrollado por Google en la colaboración con LG. Es la cuarta generación de la gama Nexus. Se caracteriza por poseer una cámara de 8 MP, pantalla IPS LCD capacitiva y procesador de cuatro núcleos. Salió al mercado con la versión de Android 4.2 y se actualizó a Android 4.4 KitKat, más tarde a Android 4.4.2 KitKat, después a Android 4.4.4 KitKat, posteriormente a Android 5.0 Lollipop, luego a Android 5.1 Lollipop y por último a android 5.1.1 (LMY47V) lollipop.
La presentación del Nexus 4 no se pudo realizar a causa del huracán Sandy que azotó Nueva York el 29 de octubre de 2012. Todos los datos fueron presentados en el blog de Google, junto con los de la tableta Nexus 10 y una mejorada Nexus 7, con conexión 3G.

## Lanzamiento
El Nexus 4 sale a la venta libre y sin contrato el 13 de noviembre de 2012 a través de la tienda oficial de Google Google Play simultáneamente en España, Estados Unidos, Reino Unido, Canadá, Alemania, Francia y Australia. El resto de mercados importantes tendrán que esperar a finales de noviembre.
Este precio únicamente es válido a través de la tienda de Google Play, para el resto de distribuidores el precio se sitúa en 299€ (precio donde se sitúan teléfonos de similares características) para la versión de 8GB. Antes de su presentación, el precio situado fue de 599€, desmentido por Google y que la cadena de teléfonos Phone House no bajara su precio en catálogo, propició que la cadena suspendiera su venta por no poder ofrecer el precio real a sus clientes.
Una vez lanzado a la venta, el stock se agotó a nivel mundial en apenas unos minutos. A causa de esto y, por culpa del silencio mostrado por Google y LG, surgieron varias teorías erróneas que indicaban que Google y el teléfono es una estafa, que el precio de fabricación es superior al de venta, que tiene fallos estructurales de hardware, que el SO que trae es inestable o que es una estrategia de marketing para obtener más usuarios de Android, entre otras. En la actualidad, un comunicado que se dio a conocer a mediados de enero por parte de la directora de la división móvil de LG Francia, Cathy Robin, declaró a un medio francés que el stock del Nexus 4 volverá a la normalidad y estará disponible nuevamente a mediados de febrero del 2013. Este hecho se confirmó al haber stock estable del Nexus 4 en todos los países antes de finalizar febrero.
En agosto, Google rebajó su dispositivo en 100€, dejándolo en 199€ y 249€ en sus modelos de 8GB y 16GB respectivamente, y se agotaron en 15 días en todo el mundo. El Nexus 4 se encuentra descontinuado actualmente ya que fue reemplazado por el Nexus 5 hasta marzo de 2015, y luego por el Nexus 6 y las posteriores gamas Nexus.

## Software
El Nexus 4 fue el primer teléfono inteligente en salir al mercado con la nueva versión de Android 4.2 (Jelly Bean), y todavía sigue actualizándose hasta Android 5.1.1 (Lollipop). Con la salida de Android 6.0 Marshmallow, Google confirmó que dejaría de actualizar el software del Nexus 4, puesto que su compromiso de actualizaciones es de 18 meses.
Entre las mejoras que trae la nueva versión de Jelly Bean para el Nexus 4 podemos destacar:
- Fotografías panorámicas en 360° (Photo Sphere)
- Widgets en pantalla de bloqueo
- Teclado deslizante (Estilo Swype)
- Posibilidad de duplicar la pantalla a un televisor HDTV mediante Wi-Fi usando la tecnología Miracast
- Mejoras en la tecnología Project Butter
- No sincroniza la agenda de teléfonos con los sistemas de manos libres por Bluetooth de los vehículos.

## Especificaciones técnicas
- Pantalla: IPS LCD pantalla táctil capacitiva HD (1280 x 768) de 4,7 pulgadas con Corning Gorilla Glass 2.
- Tamaño (mm): 133.9 x 68.7 x 9.1
- Peso: 139 gramos.
- Batería: 2100 mAh.
- CPU: Procesador de cuatro núcleos Qualcomm Snapdragon S4 Pro a 1,5 GHz.
- GPU: Adreno 320
- RAM: 2GB LPDDR2
- Notificaciones: LED RGB
- Sistema Operativo: Android 4.2 (Jelly Bean), Android 4.3 (Jelly Bean), 4.4 (KitKat),  5.1 (Lollipop) 5.1.1 (Lollipop)
- Cámara Trasera: 8 Mpx (3264x2448)
- Cámara Frontal: 1.3 Mpx (1280x720)
- NFC.
- Acelerómetro.
- Giroscopio.
- Brújula.
- GPS
- Barómetro.
- Bluetooth 4.0.
- MicroUSB
- Datos: HSPA+/3G/EDGE/GPRS/WiFi